# Ernst Kozlicek
Ernst Kozlicek (Bécs, 1931. január 27. – 2023. augusztus 16.) osztrák labdarúgóhátvéd.

## Pályafutása
1947 és 1959 között az Admira Wien, 1960 és 1962 között a LASK Linz, 1963 és 1965 között az SV Schwechat, 1965–66-ban a Sturm Graz labdarúgója volt. Az osztrák válogatott tagjaként részt vett az 1958-as labdarúgó-világbajnokságon.